# 家族日和'93
『新春ドラマスペシャル 家族日和'93〜20万円のお年玉〜』（しんしゅんドラマスペシャル かぞくびよりきゅうじゅうさん にじゅうまんえんのおとしだま）は、1993年1月1日（金曜） 22:00 - 23:55 （日本標準時）にテレビ朝日系列で放送されたテレビ朝日製作のテレビドラマである。全1話。
脚本担当の松原敏春は、本作で第11回（1992年度）向田邦子賞を受賞した。また、本作は1993年秋の日本民間放送連盟賞に出品され、番組部門で優秀賞を受賞した。

## キャスト
- 高村綾子：篠ひろ子
- 間宮和子：山岡久乃
- 布施博
- かとうかずこ
- 石野真子
- 尾津喜美
- でんでん
- 木場勝巳
- 河相我聞
- 原田郁恵
- 星野有紀
- 西野麻美
- 永峯文恵
- 筒井さやか
- 古謝潤一
- 伊藤隆大
- 高木孝子
- 大川真理
- 下川辰平
- 内藤剛志
- 平田満
- 間宮周吉：杉浦直樹

## スタッフ
- 制作：千野栄彦、藤原英一
- 演出：久野浩平
- 音楽：小六禮次郎
- 撮影：山地好男
- 照明：上島忠宣
- 効果：伴田六和
- 美術：橋本潔、落合亮司
- 編集：白水考幸
- 脚本：松原敏春
- 技術：石川清一
- 音声：石川日出雄
- 記録：幸縁栄子